# Cinema (rivista)
Cinema è stato un quindicinale italiano di critica cinematografica, la cui pubblicazione si è sviluppata in due periodi storicamente distinti. Il primo è iniziato nel 1936 e si è protratto, con diversi cambiamenti ma con un'unica serie, sino al 1943. quando dovette chiudere a causa dell'aggravarsi della situazione bellica italiana. Nel dopoguerra, a partire dal 1948, la testata venne rieditata da altri soggetti e la sua pubblicazione durò, con alterne vicende, sino al 1956. In questo secondo periodo sono ricomprese due serie. In entrambi i casi la rivista si è caratterizzata, seppur in modo diverso, quale punto di riferimento importante per le tematiche della cinematografia e, più in generale, per i rapporti di questa con la società italiana del periodo.

## Prima serie (1936 - 1943)

### Le origini
Quella che sarebbe diventata una delle più significative pubblicazioni cinematografiche italiane a cavallo della guerra, coprendo gli anni finali del Fascismo e poi quelli iniziali della Repubblica, venne fondata nel 1936 da Luciano De Feo, esponente della cinematografia italiana non nuovo ad iniziative editoriali, e per questo definito «un infaticabile poligrafo, un compilatore inesauribile di atti, un primatista della fondazione di riviste». Prima di Cinema, infatti, De Feo aveva costituito una società da cui derivò l'Istituto "Luce", passando poi a dirigere un "Istituto internazionale per la cinematografia educativa", sorto in seno alla "Società delle Nazioni" ma finanziato quasi interamente dall'Italia per motivi di prestigio internazionale. In tale ambito vennero pubblicate, tra l'altro, la Rivista internazionale del cinema educatore, poi diventata Intercine, e fu avviato il progetto di una "Enciclopedia del cinema", che però non vide mai la luce ed i cui cospicui materiali preparatori non saranno mai più ritrovati.
La rivista nacque negli stessi anni in cui il regime, dopo aver dimostrato dal suo insediamento scarso interesse verso il cinema spettacolare, intorno alla metà degli anni trenta aveva cambiato indirizzo dando vita ad serie di iniziative quali l'istituzione di una Direzione Generale della Cinematografia presso il Ministero della cultura popolare, la creazione del Centro Sperimentale di Cinematografia, la costruzione di Cinecittà, e la costituzione di una sezione autonoma della B.N.L. incaricata di finanziare la produzione italiana. Tutto questo induceva a credere che si fosse in presenza di un rilancio (nella prosa del tempo definito una "rinascita") del cinema italiano, dopo la crisi che l'aveva praticamente annullato a partire dal primo dopoguerra.
Sino ad allora le pubblicazioni dedicate al cinema edite in Italia erano principalmente rotocalchi di tipo popolare come i settimanali Cine illustrato o Cinema Illustrazione, sui quali si alimentava un "divismo" nazionale in parallelo con quello di provenienza hollywoodiana, oppure magazines più eleganti come il mensile Lo schermo (che iniziò le pubblicazioni a partire da agosto 1935), direttamente ispirato dal regime con obiettivi di propaganda. In altri casi i periodici erano espressione, più o meno evidente, delle aziende che operavano nel noleggio e nell'esercizio cinematografico.

### Direzione di Luciano De Feo (10 luglio 1936 - 10 ottobre 1938)
Per dare vita alla nuova pubblicazione periodica De Feo si avvalse del gruppo che aveva raccolto attorno a sé per redigere la "Enciclopedia", di cui facevano parte alcuni giovani appassionati di cinema, in qualche caso provenienti dal milanese Il Convegno, quali Rudolf Arnheim, Gianni Puccini, Francesco Pasinetti, Fausto Montesanti e Domenico Meccoli, con la collaborazione dei più esperti Alberto Consiglio e Giacomo Debenedetti. Sino a che (dicembre 1937) l'Italia non uscì dalla Società delle Nazioni venne indicata sulla rivista una collaborazione tecnica dell'Istituto del cinema educativo che fu poi sostituita da quella di un "Istituto per le relazioni culturali con l'estero", altro organismo creato dal vulcanico De Feo.

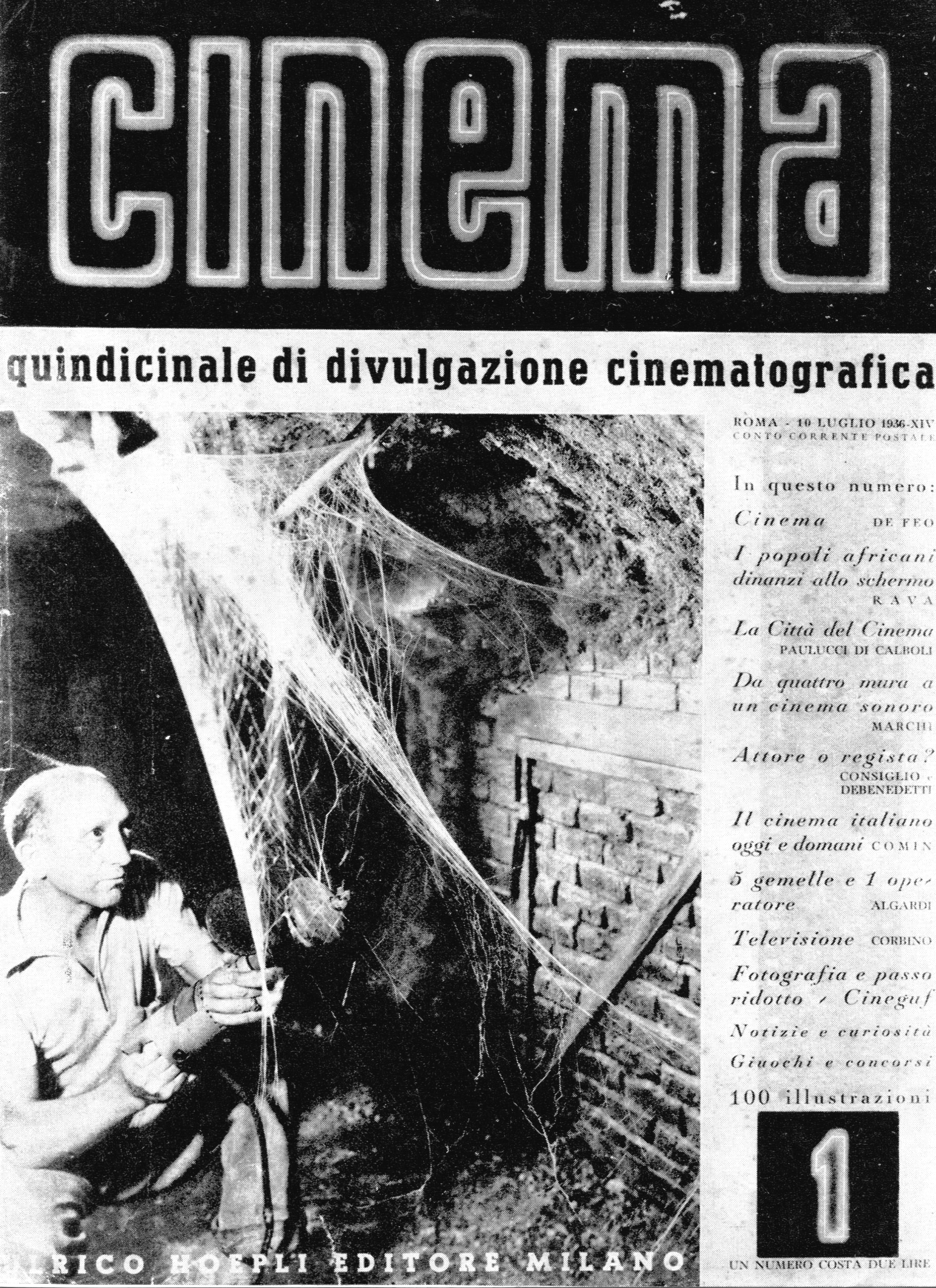
La copertina del primo numero di Cinema, uscito a Roma il 10 luglio 1936 in 120.000 copie

#### Intenti divulgativi
L'intenzione era di creare una pubblicazione di natura divulgativa e tecnica, in analogia con il ruolo editoriale che in quello stesso periodo stava rivestendo, con grande successo, Sapere, edito da Hoepli, e fu pertanto questa la prima casa editrice del periodico, il cui sottotitolo fu quindicinale di divulgazione cinematografica.. Infatti nell'editoriale di presentazione del primo numero, che uscì a Roma, con un prezzo di copertina di 2 lire e con una tiratura di 120.000 copie, il 10 luglio 1936, De Feo scrisse:
Inizialmente De Feo mantenne la sede della direzione in via Spallanzani, cioè presso la stessa "dépendance" della Villa Torlonia, residenza privata di Mussolini e della sua famiglia, dove già operava l'Istituto per il Cinema Educativo; la redazione si installò invece al 21 di Corso Vittorio Emanuele. Il comitato direttivo della testata era, in questa fase, lo stesso de Lo schermo.
Per restare fedeli all'impostazione scientifico-divulgativa, già dal primo numero trovarono spazio articoli tecnici sulla televisione, sui sistemi di ripresa dei bambini o sulla costruzione di Cinecittà, ma anche uno firmato da Maurizio Rava che raccomandava di applicare una più stretta censura ai film destinati ai popoli africani colonizzati, definito in seguito «razzista». Significativamente la prima copertina venne dedicata non ad un volto noto di attrice, ma a Jessie Wolf, un tecnico degli "effetti speciali" della "Fox" che aveva inventato un congegno in grado di creare in pochi istanti una ragnatela artificiale.

#### Problemi della produzione italiana
Per gli stessi motivi, il Cinema degli inizi si occupò poco di critica cinematografica. Solo a decorrere dal n.14 (gennaio 1937) venne infatti avviata la rubrica "Bianco e nero", dove nei numeri pari scrivevano alternativamente Arnheim (con lo pseudonimo "Candido") e Gianni Puccini, firmandosi "Arpagone", ma per quasi tutto il 1937 il periodico si limitò a presentare delle schede tecniche dei nuovi film, quasi senza commento. Segnalazioni meno schematiche iniziarono ad apparire regolarmente solo con il n.34 (25 novembre 1937), quando venne avviata la rubrica "Visto in questi giorni" (poi "In questi giorni") affidata a Giacomo Debenedetti, che la terrà sino a quando dovrà lasciare la redazione a causa delle leggi razziali.
Grande attenzione fu invece dedicata sin dai primi numeri ai meccanismi di produzione del cinema visto come realtà industriale, esaltando «i mirabili risultati raggiunti grazie all'attività animatrice del Ministero della cultura popolare, che ha saputo superare le deficienze strutturali», puntando all'esportazione delle pellicole italiane e ad una accresciuta limitazione all'import di quelle estere: in qualche caso, tuttavia, non mancò un cenno preoccupato all'ostilità manifestata dal pubblico rispetto ai film italiani, all'improvvisazione che spesso caratterizzava i produttori italiani rispetto a quelli americani o tedeschi, ed ai compensi eccessivi pretesi da alcuni attori.
Sin dal n.6 (25 settembre 1936) fu avviata una rubrica denominata "Capo di Buona Speranza" (firmata all'inizio da Gianni Puccini e poi da "Il nostromo", pseudonimo di Francesco Pasinetti) dedicata al dialogo con i lettori, che poi resterà una delle colonne portanti per tutta la vita del periodico, proseguendo anche nel dopoguerra. Inoltre nel 1936-37 i lettori vennero coinvolti in una rubrica ("La borsa dei soggetti") dove venivano pubblicate trame per film e nella quale si ritrovarono diverse firme di futuri registi (ad esempio Pietro Germi), sceneggiatori e critici della generazione successiva. Un altro argomento che fu costantemente affrontato fu quello del "passo ridotto"' sostenuto quale impegno formativo per futuri cineasti.

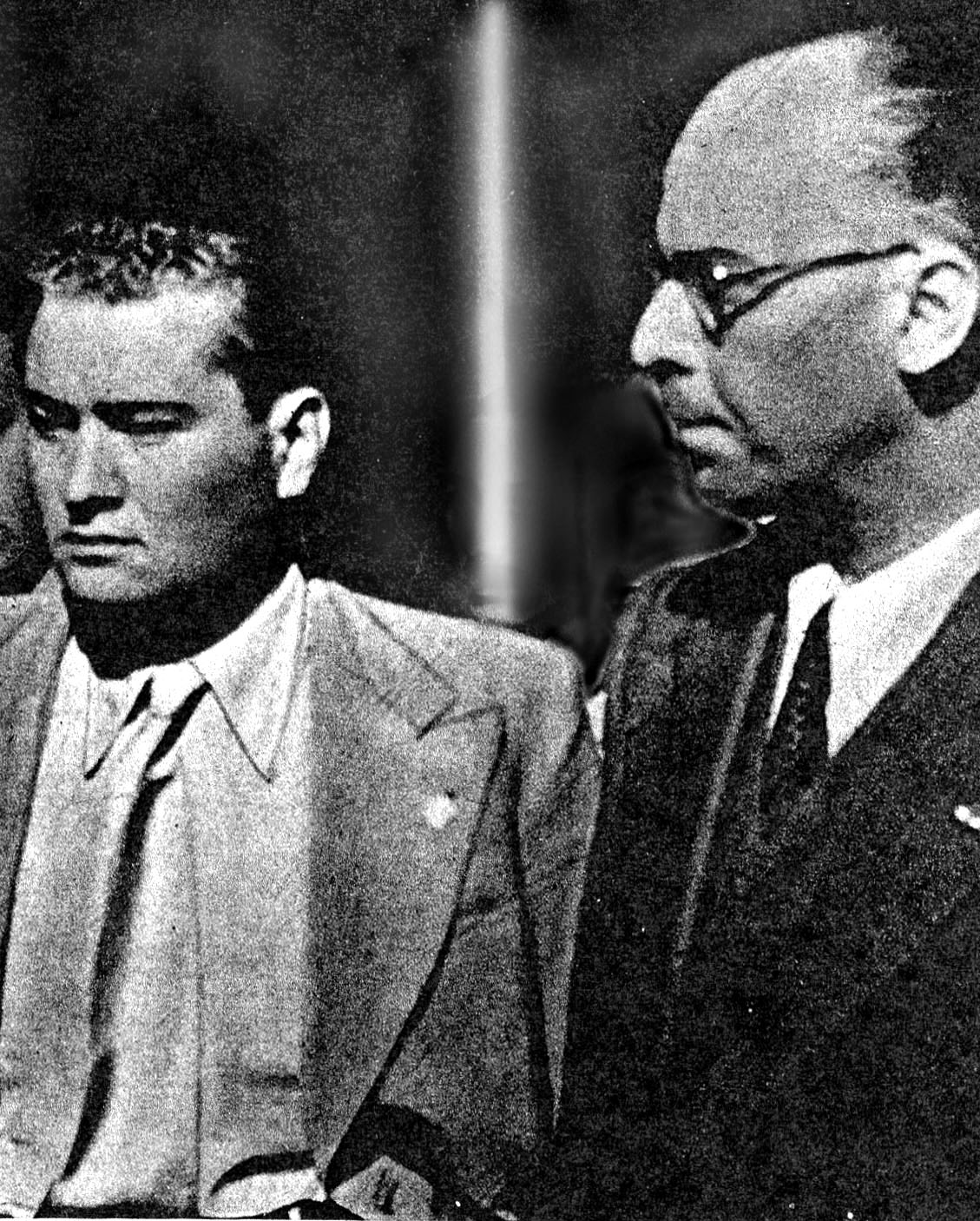
Nell'ottobre 1938 Vittorio Mussolini, a sinistra, subentra a Luciano de Feo alla direzione di Cinema, un incarico che terrà sino alla caduta del regime. In questa foto i due sono ripresi assieme in occasione del passaggio delle consegne

#### Da Hoepli a Rizzoli
A distanza di 6 mesi dal suo esordio, le testata ebbe una prima significativa modifica editoriale: venne abbandonata l'ipotesi di fondersi con Lo schermo - le due testate avranno d'ora in poi percorsi sempre più separati - e scomparve la dicitura "Ulrico Hoepli Editore" (sostituita da "fondata da Ulrico Hoepli", menzione che resterà per tutta la durata della serie); con il n.17 del 10 marzo 1937 apparve il nome della Rizzoli, per ora come stampatore.
Nel suo primo biennio di vita Cinema mantenne l'impostazione iniziale di periodico essenzialmente tecnico - divulgativo, scelta che gli impedì di affermarsi all'attenzione del vasto pubblico e di assumere quel ruolo di sempre maggiore spinta innovativa che l'avrebbe poi caratterizzato nei primi anni quaranta. Tuttavia in questi anni anche Cinema non mancò di allinearsi alle leggi razziali, arrivando a giustificarne l'approvazione con «l'esigenza di fare un cinema razzista nel senso fascista, non soltanto come riferimento biologico, ma come spirito e virtù degli italiani».
Questo consenso a siffatti provvedimenti del regime fu uno degli ultimi articoli di De Feo sulla rivista; dopo poco più di 2 anni di direzione, nell'ottobre 1938, sia per il mancato decollo della testata, sia perché attirato da nuove iniziative, egli decise di lasciare la direzione di Cinema.

### Direzione di Vittorio Mussolini (25 ottobre 1938 - 25 luglio 1943)
Nel dimettersi dalla direzione del periodico, De Feo non l'abbandonò al suo destino. Già nel marzo 1938 era riuscito ad ottenere che la pubblicazione diventasse "Organo della Federazione Nazionale Fascista degli Industriali dello Spettacolo". Poi, ad ottobre dello stesso anno, venne ufficializzato il definitivo passaggio della testata all'editore Rizzoli, tramite la costituzione della "Società anonima editrice cinema" e la nomina alla direzione della testata di Vittorio Mussolini.
Il cambio di direzione venne annunciato con due editoriali "paralleli" apparsi sul n.56 (25 ottobre 1938) del quindicinale. 

#### Un direttore poco presente
Vittorio Mussolini era noto per la sua passione verso il cinema, che l'aveva anche portato a visitare gli studi di Hollywood in un viaggio segnato da polemiche ed incidenti, ma che aveva rafforzato in lui l'ammirazione per i sistemi produttivi del cinema americano ed il desiderio di applicarli in Italia soprattutto dopo la costruzione di Cinecittà. 

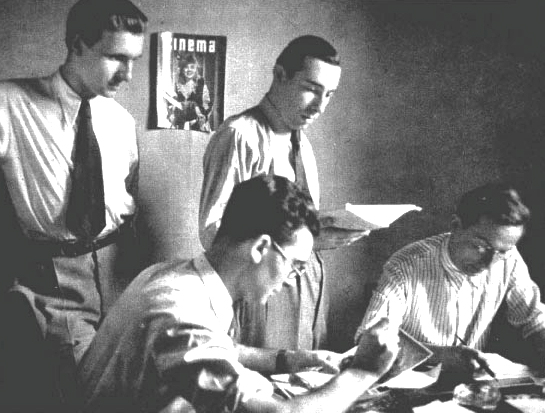
I redattori di Cinema nel 1937: da sinistra Francesco Pasinetti, Domenico Meccoli con (seduti) Fausto Montesanti e Rudolf Arnheim.

In seguito a tale visita, ed ancor prima di diventarne direttore, aveva sostenuto su uno dei primi numeri della rivista che «per la nostra [italiana - ndr] cinematografia seguire la scuola americana può dir molto; non accodiamoci al cinema europeo di oggi». Rizzoli, che già editava periodici legati allo spettacolo, con il nuovo ingresso riorganizzò la sua produzione, fondendo Cine Illustrato e Cinema Illustrazione e riducendo progressivamente in Scenario, mensile di argomento teatrale, le pagine dedicate al cinema, sino ad eliminarle del tutto nel 1941. La redazione del periodico traslocò in piazza della Pilotta, a Roma, mentre l'amministrazione si trasferì a Milano, presso gli uffici della Rizzoli, in piazza Carlo Erba.
Nelle rievocazioni storiche, si è messa in evidenza la scarsa intromissione di Vittorio Mussolini nella conduzione della rivista, nella quale intervenne raramente sia nel dare indirizzi sia con propri scritti (a volte firmati con lo pseudonimo anagrammatico Tito Silvio Mursino), per cui si è sostenuto che più che influenzare la linea editoriale, la protesse, offrendo con il suo nome una sorta di garanzia rispetto all'ortodossia dei contenuti e rendendo impossibili eventuali interventi censori. Per questo è stato, a posteriori, descritto come «una brava persona, innocente vittima del fatto di essere figlio di un despota [tanto che] l'unica volta in cui vi furono condizionamenti non vennero da lui»; tesi confermata anche da un altro redattore che si vide appoggiare nel rifiuto di pubblicare una foto di Miria di San Servolo. Peraltro, alcuni dei pochi interventi di Vittorio Mussolini quale direttore furono in aperta contraddizione con quello che aveva sostenuto nel 1936 sul valore del cinema americano, quando si definì «personalmente e politicamente contento che i film americani prodotti in quella centrale ebreo-comunista che è Hollywood non entrino in Italia». In seguito egli spiegherà il suo progressivo allontanamento dalla cura della rivista, e la crescente autonomia della stessa, con il fatto di essere richiamato alle armi.

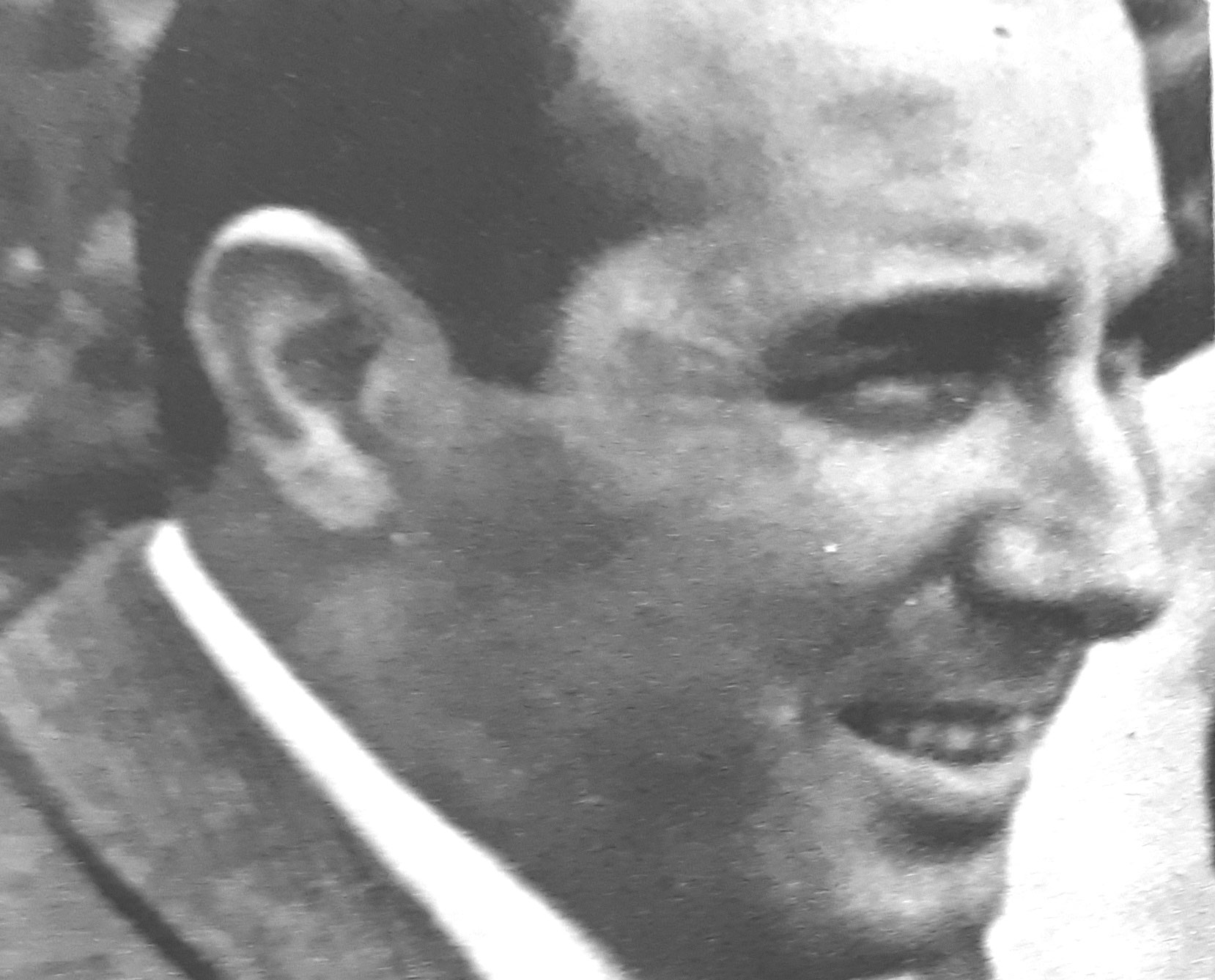
Gino Visentini fu il titolare della rubrica di critica cinematografica di Cinema negli anni 1938-1939

#### Crescita e maturazione dell'attività critica
Alla fine del 1938, quando iniziò la direzione di Vittorio Mussolini, alcuni collaboratori, come Debenedetti e Consiglio, si allontanarono, mentre Arnheim fu costretto a lasciare l'Italia a causa delle leggi razziali; ma parallelamente iniziò a rafforzarsi la visione critica della rivista, con l'arrivo dapprima del bergamasco Gino Visentini, già collaboratore di Longanesi in Omnibus, ed in seguito (a partire dal n.77 del 10 settembre 1939) di Giuseppe Isani, uno dei premiati ai Littoriali del cinema del 1936, che sarà il titolare della rubrica "Film di questi giorni" sino al gennaio del 1942, e che sovente lamenterà, al di là degli altisonanti proclami di regime sul rilancio della produzione nazionale, la scarsa qualità del cinema italiano. Tema che venne ripreso in un editoriale di Antonioni, anch'egli diventato uno dei principali collaboratori della rivista, il quale, pur apprezzando nella produzione italiana 1938-39, opere come Luciano Serra pilota, Batticuore, Piccoli naufraghi o Terra di nessuno», mise in evidenza la «trascuratezza media» dei registi italiani.

#### Una nuova generazione di critici e di cineasti
Nel 1940 la rivista aveva una tiratura di 20.000 copie, dato rilevante per l'epoca; ma, oltre al dato quantitativo, con l'inizio della guerra avvenne una progressiva evoluzione che sempre più la porterà ad essere punto di incontro della crescente ostilità al regime di un gruppo di giovani collaboratori più o meno impegnati ed a volte anche gratuiti, abbandonando le intenzioni tecnico - divulgative. Negli anni della guerra e sino alla chiusura si affiancarono alla redazione di Cinema, tra gli altri, Mario Alicata, Carlo Lizzani, Aldo Scagnetti, Glauco Viazzi, Guido Aristarco (che nel dopoguerra sarà l'artefice della riapertura della testata), Massimo Bontempelli, Antonio Pietrangeli, Ugo Casiraghi (autore nel 1941 di un articolo di esaltazione de La grande illusione, aperta sfida al regime che l'aveva proibito), Antonio Ghirelli, Maurizio Barendson.

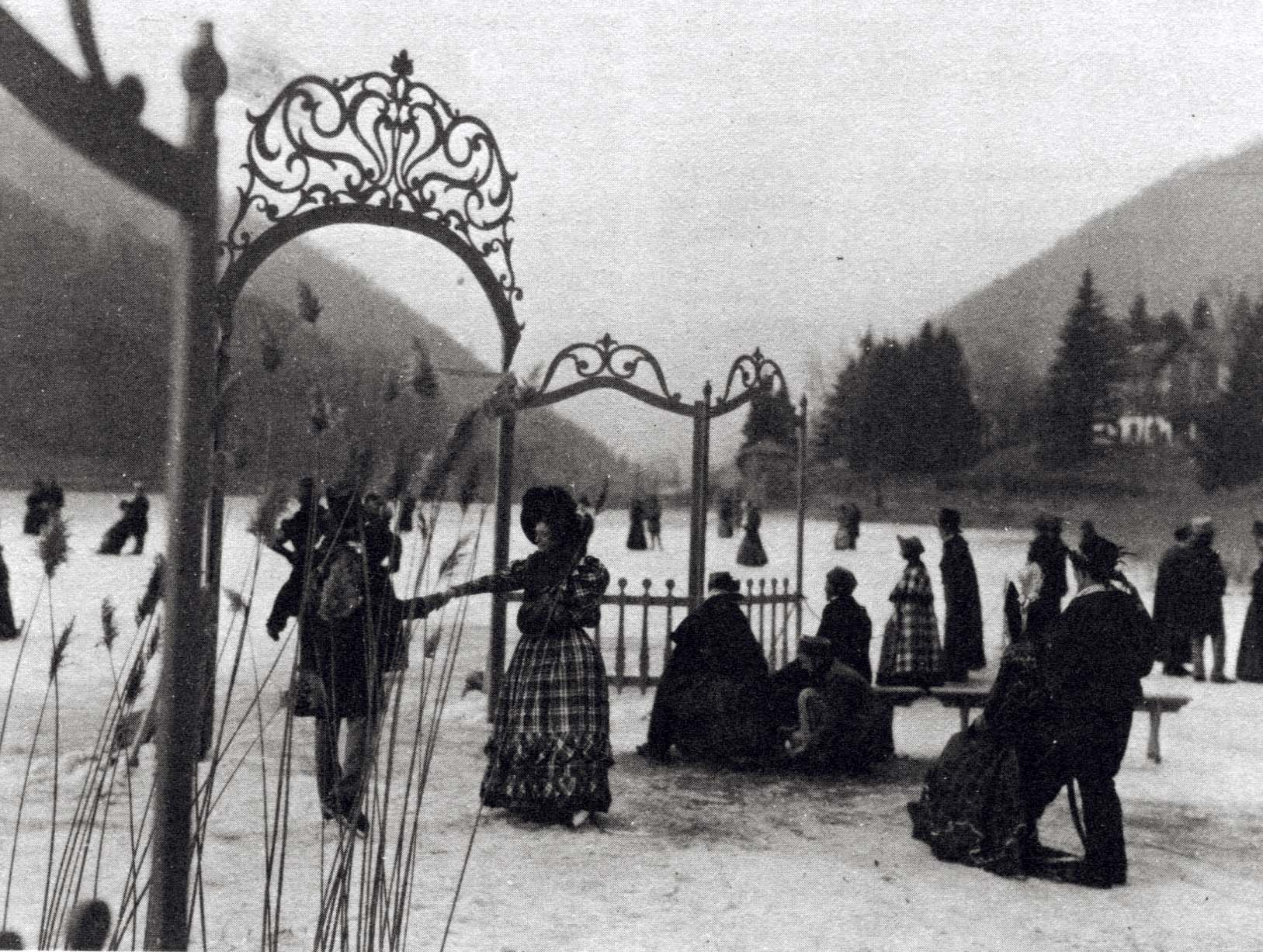
Fotogramma di Un colpo di Pistola, film che fu aspramente criticato da Cinema per la sua appartenenza al c.d. filone "calligrafico", accusato di lontananza dalla realtà

Le idee che, con sempre maggiore forza, venivano pubblicate sostenevano che «soltanto una nuova corrente innovatrice possa portare quei frutti che tutti attendono dal cinema italiano», contestando «chi va a caccia di falsità e di retorica [per] un'arte rivoluzionaria ispirata ad un'umanità che soffre e spera». Nella convinzione che il cinema italiano «non nascerà che dagli artisti che sapranno esprimere i motivi delle nostre qualità umane», per tutto il triennio bellico esso fu accusato di non avere contatto con la realtà, chiedendo che esso fosse non solo un fatto commerciale, ma anche culturale, artistico e sociale, quindi politico.

#### Si allarga il dissenso
L'insofferenza sempre più manifestata verso i film edulcoranti del periodo portò alla esaltazione del realismo, individuandone quali temi ispiratori il paesaggio italiano ed autori veristi come Giovanni Verga, poiché «nella recente produzione italiana chi può indicare qualcosa ove si rispecchi la vita spirituale di un popolo? Sembra che altri problemi non urgano se non le avventurette galanti, i tradimenti borghesi».
Le posizioni critiche diventarono vere e proprie invettive quando, a partire dal n.130 del 25 novembre 1941, Gianni Puccini ottenne che la rubrica di critica cinematografica fosse affidata a Giuseppe De Santis. Da allora sempre più i commenti - risultato in molti casi di una discussione collegiale - si accanirono contro i film che saranno definiti calligrafici come ad esempio Un colpo di pistola in cui «l'interesse decorativo è l'unico vuoto e fatuo protagonista del film» oppure Giacomo l'idealista giudicato una «sterile, arida, frigida ed indifferente unione tra letteratura e cinema», sino a che il "formalismo" venne bollato come «quanto di peggio possa capitare al cinema; teniamo gli occhi aperti, c'è il disprezzo ed il rifiuto di tutto quanto ha il sapore di realtà».

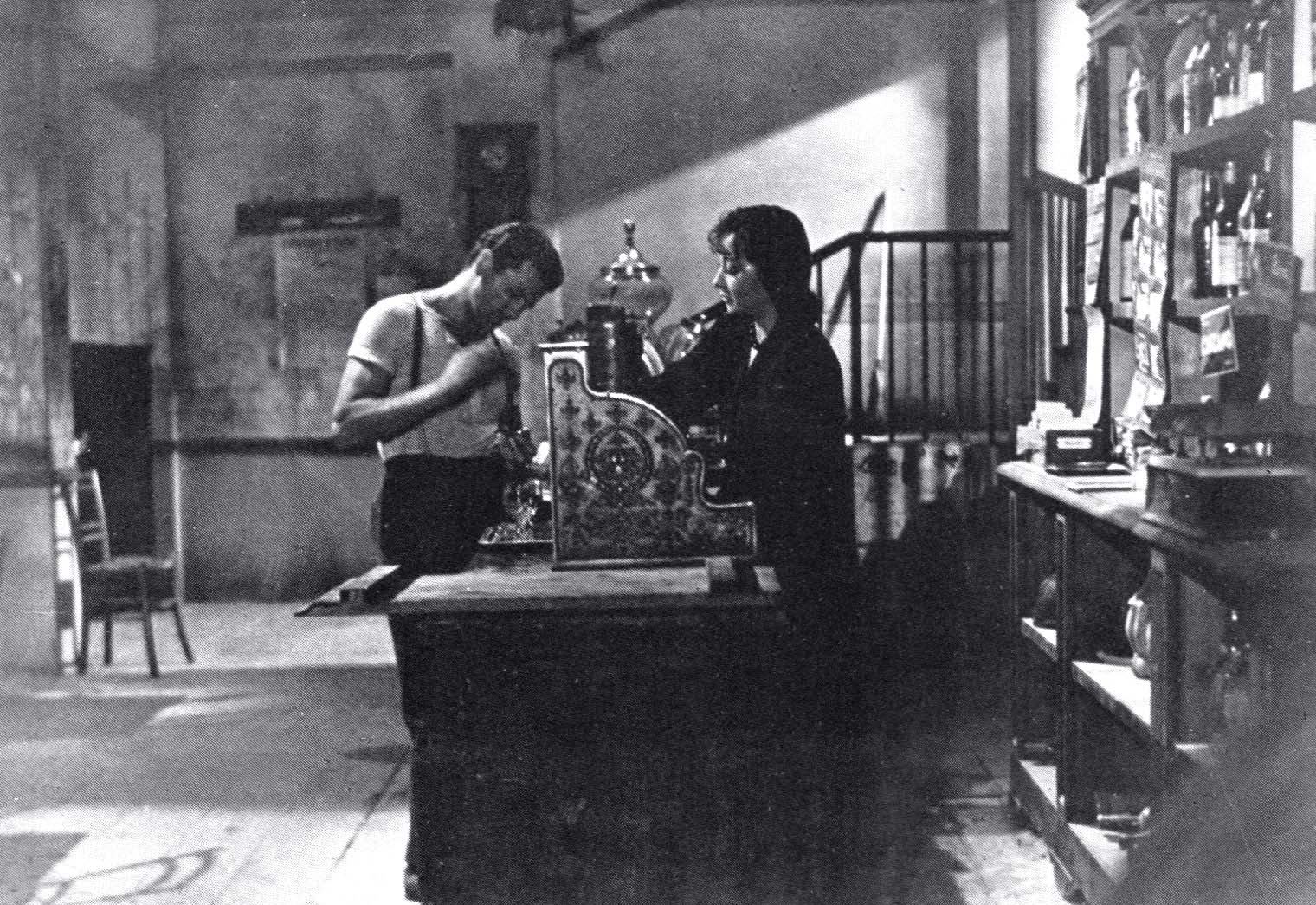
Massimo Girotti e Clara Calamai, ripresi in un fotogramma di Ossessione di Visconti, che è stato definito il "film-manifesto" del gruppo che ruotava intorno a Cinema nei primi anni quaranta

Obiettivo di radicali stroncature furono anche le pellicole "collegiali" con «bambine di 16 o 18 anni, insopportabili fisicamente e moralmente, che a noi vien voglia di prendere a schiaffi e mandare a lavorare nei campi», verso le quali si esprimeva «un senso di desolazione, di raccapriccio e di tristezza». Si attaccarono i registi dei c.d. "telefoni bianchi", come Mario Mattoli, di cui «il più squallido racconto d'appendice dell'ultimo giornale di provincia reca segno di una maggiore dignità», esaltando invece Blasetti, del quale, dimenticandone il convinto appoggio lungamente manifestato verso il regime, si salutò, a proposito di 4 passi fra le nuvole, «con tutto il nostro entusiasmo il ritorno ad un lineare linguaggio realistico». Forti critiche non furono risparmiate neppure a Un pilota ritorna, film scritto e prodotto dal direttore Vittorio Mussolini.

#### Ossessione, film manifesto
Come già era successo alla fine degli anni venti per il gruppo raccolto da Blasetti attorno alla rivista cinematografo quando realizzò Sole, anche nel caso di Cinema l'impegno critico e militante volle esprimersi - sebbene in senso opposto - nella realizzazione di un'opera filmica, che fu Ossessione, dopo aver invano tentato di realizzare la trasposizione de L'amante di Gramigna, bloccata dal Ministro Pavolini.
Le intenzioni innovatrici del gruppo furono chiarite definitivamente con la pubblicazione di uno sprezzante articolo firmato proprio da Luchino Visconti nel quale si accusavano i cineasti del tempo di essere «cadaveri che si ostinano a credersi vivi [...]; che i giovani d'oggi che son tanti e vengono su nutrendosi, per ora, solo di santa speranza, e tuttavia impazienti delle tante cose che hanno da dire, si debbano trovare come bastoni tra le ruote codesti troppo numerosi cadaveri, ostili e diffidenti, è cosa ben triste. Come non deplorare che ancor oggi a troppi di costoro sia consentito di tenere in mano i cordoni della borsa?».

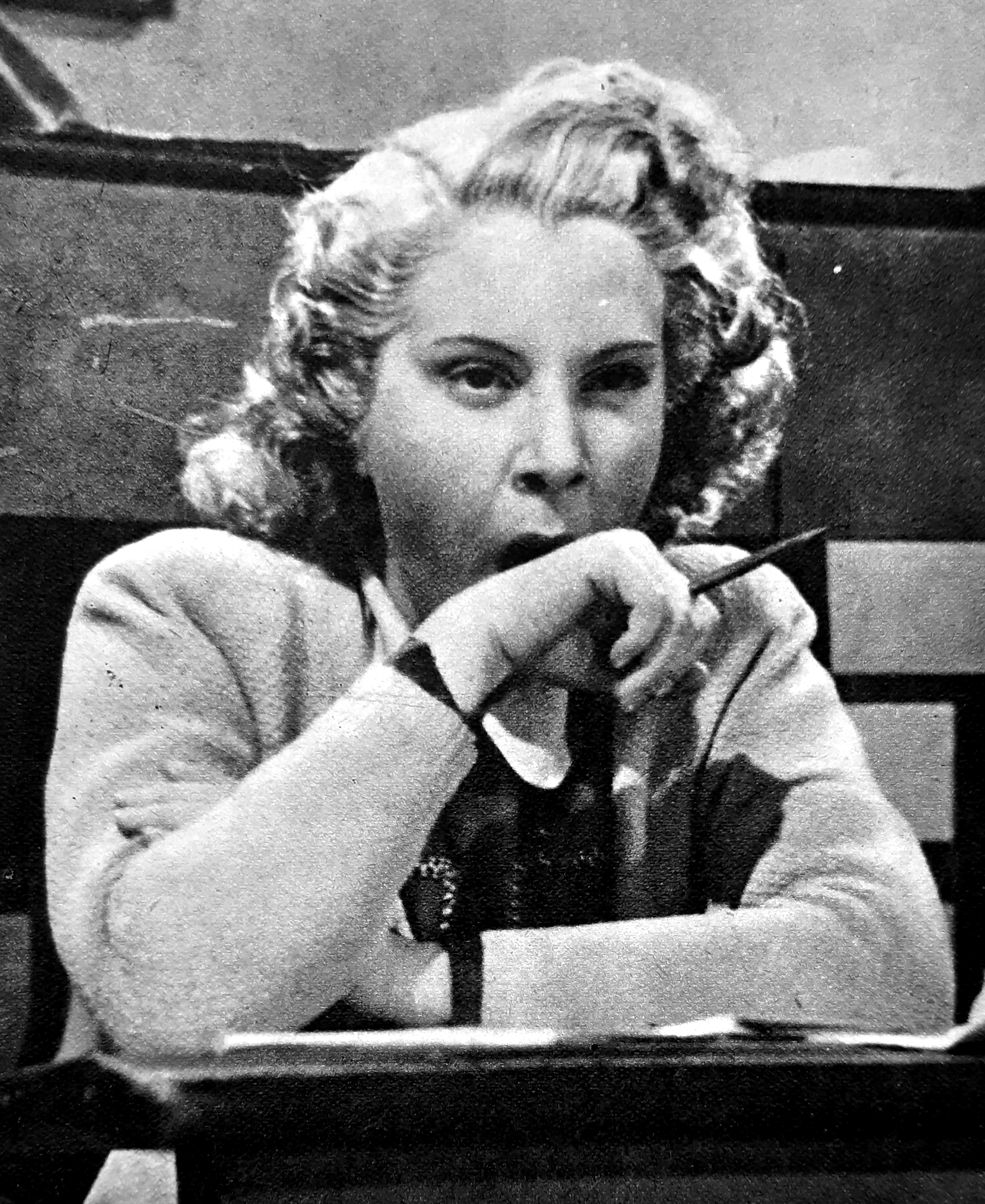
Al drammatico ruolo della Calamai Cinema contrappose con sarcasmo le interpretazioni "smorfiose" di Lilia Silvi

Per questo la drammatica vicenda dei due amanti Gino e Giovanna, immersa nella cupa ed opprimente atmosfera del Delta, è stata definita da diversi studiosi come il "film - manifesto" del gruppo che, soprattutto nei primi anni quaranta, si era ritrovato attorno alla rivista e che era ormai definitivamente avviato, anche a causa del dramma di una guerra disastrosa, sulla strada di un verismo profondo e drammatico, di pessimismo esistenziale, di critica sociale e morale che nel dopoguerra evolverà nel "neorealismo". Al disperato personaggio dell'amante assassina Clara Calamai/Giovanna, su Cinema si opponeva con sarcasmo una Lilia Silvi «impigliata nella disutile rete di scene smorfiose e pepate che da troppo tempo porta sullo schermo».

### Direzione di Gianni Puccini (10 agosto 1943 - 31 dicembre 1943)
Con la caduta del regime, Vittorio Mussolini fu estromesso dall'incarico di direttore. Il primo numero che uscì dopo tale evento (n.171 del 25 luglio - 10 agosto 1943) venne firmato con la definizione tecnica di "redattore responsabile" dal pittore Domenico Purificato, già collaboratore del periodico, poi sostituito in tale incarico per i numeri successivi dal giornalista ed ex regista Mario Corsi,

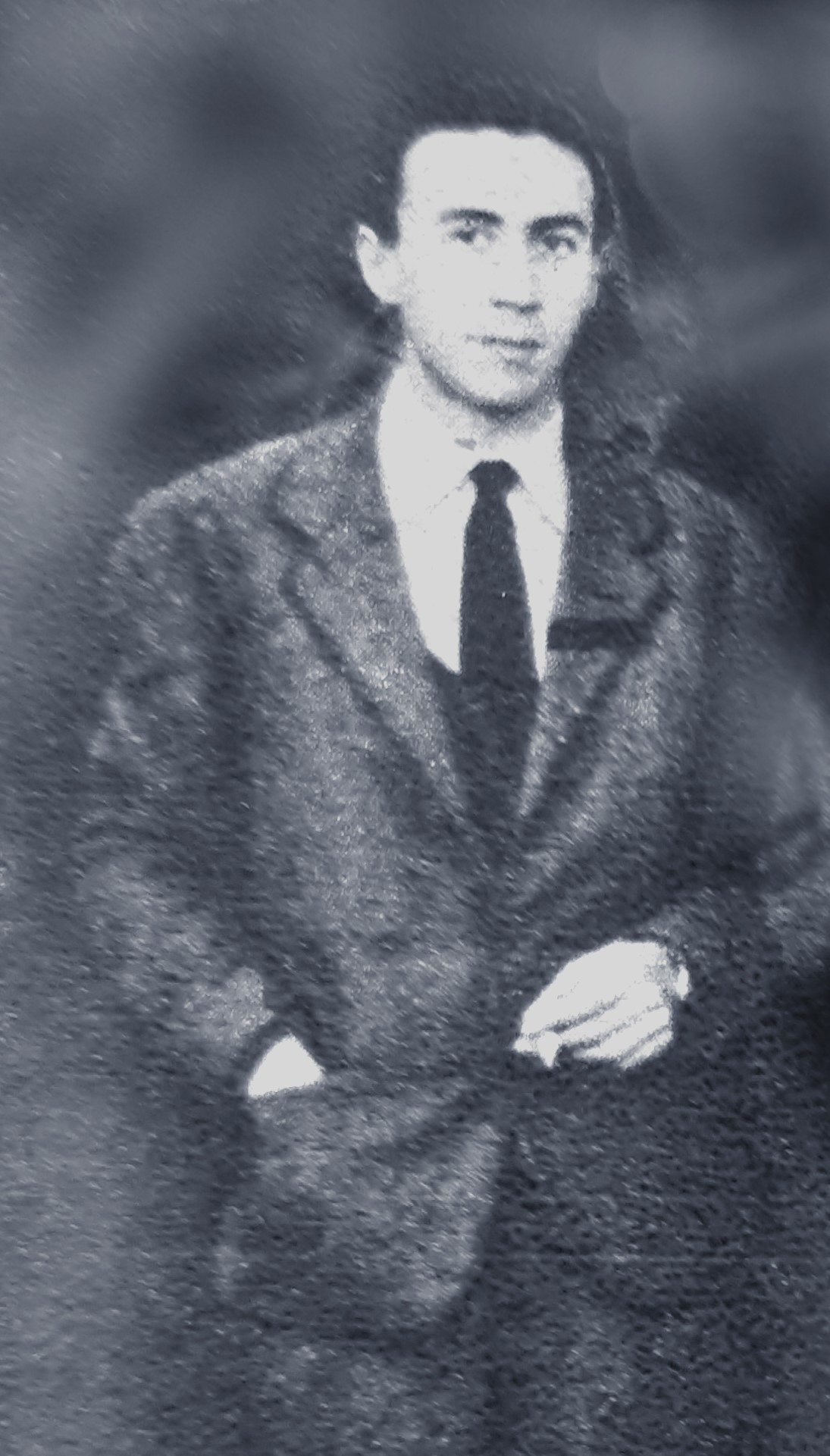
Gianni Puccini ultimo direttore della prima serie di Cinema

La direzione effettiva fu invece assunta da Gianni Puccini che si propose di «superare la grave remora di un nome che era tutto un programma [per] partecipare alla ricostruzione della cultura italiana».
Nei 5 mesi che decorsero tra il crollo del regime e la fine delle pubblicazioni, la rivista uscì soltanto 4 volte, tutte con numerazione doppia: in essi, motivando le scelte con la «libertà di discussione quale prima non ci era concessa», vennero presentati e commentati positivamente film americani come The Women o Il mago di Oz, oppure britannici, come Pigmalione, senza curarsi del fatto che fossero opere provenienti da Paesi "nemici". In alcuni casi, peraltro, anche al cinema americano si addebitò scarso realismo in quanto «l'era dei belli e delle "medodies" è finita e sentirla suonare adesso fa un effetto lugubre così com'è accaduto o accadrà presto a quella dei telefoni bianchi, di dolorosa origine italiana».
Venuta meno ogni residua reticenza, si diede spazio ad attacchi sferzanti contro alcuni cineasti considerati quali simboli negativi del "cinema di regime", come il regista Malasomma definito «vuoto e falso [che] da 12 anni sforna senza posa quelle meschine e nauseanti bugie che sono le commedie comico-sentimentali» oppure attori di commediole, quale Enrico Viarisio, interprete «delle più balorde variazioni intorno ad un personaggio senza mordente, professionista di mezza età, ricco e mondano».
La redazione intensificò la denuncia dei film "formalisti" definendoli «situazione incresciosa che apriva anche nel cinematografo la via a quanti sentono il bisogno di trovare uno sfogo innocuo nell'arcadia», arrivando a stabilire alcune regole programmatiche per un "nuovo" cinema da ricercare «1) al di fuori della convenzionalità ingenua e manierata che oggi informa gran parte della produzione; 2) fuori d'una costruzione fantasiosa o grottesca; 3) fuori da una fredda ricostruzione di fatti storici; 4) fuori da ogni forma retorica intesa a presentare gli italiani come fatti tutti della stessa pasta, tutti con gli stessi nobili sentimenti».
Ma l'attuazione di tale programma avrebbe dovuto attendere ancora qualche anno: il 25 dicembre 1943, in una Roma già da tempo occupata dalle truppe tedesche, uscì il numero 177-178, che fu l'ultimo della prima serie di Cinema.

## Seconda serie (1948 - 1954)

### Direzione editoriale di Guido Aristarco (25 ottobre 1948 - 1 ottobre 1952)

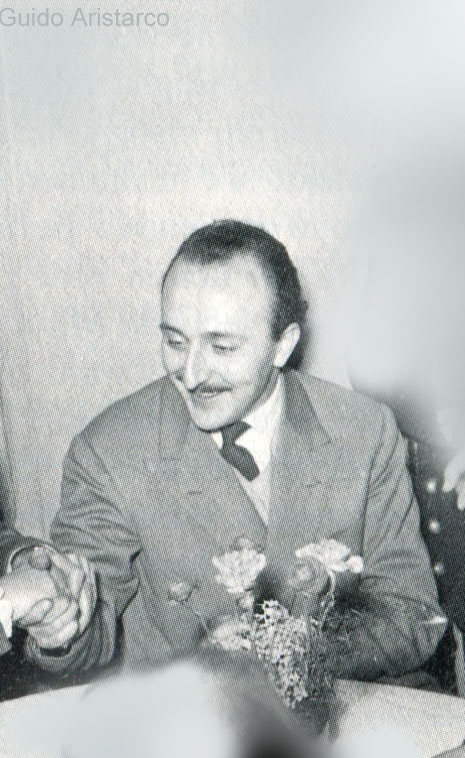
Guido Aristarco, critico cinematografico, riprese Cinema nel dopoguerra e ne fu direttore editoriale della seconda serie dall'ottobre 1948 all'ottobre 1952

L'importanza assunta da Cinema nei primi anni quaranta provocò il desiderio di riprenderne la pubblicazione nel dopoguerra. Il primo tentativo venne operato nella primavera del 1946 da un gruppo di milanesi coordinato da Guido Guerrasio, di cui facevano parte due collaboratori della serie precedente, Glauco Viazzi e Ugo Casiraghi, ma la pubblicazione, denominata Nuovo cinema, ebbe vita breve e chiuse dopo solo 2 numeri, come la maggior parte delle ben 102 testate in qualche modo collegate al cinema che, sullo slancio dell'entusiasmo post bellico, iniziarono le pubblicazioni tra il 1944 e il 1948
Riuscì invece due anni dopo un secondo tentativo, quando la testata venne rilevata dalla casa editrice milanese "Vitagliano", che aveva sede in via Serio 1, un'azienda attiva sin dagli anni venti, inizialmente come "Gloriosa", nel campo delle pubblicazioni legate al cinema; sul finire degli anni quaranta essa disponeva di un'offerta di riviste popolari, in particolare con il rotocalco Hollywood (che uscì dal 1945 al 1952), più legato, come il titolo lasciava intendere, al cinema del divismo d'oltreoceano. e con il settimanale Novella Film (pubblicato dal 1947 al 1958), che presentava trame e storie fotografiche dei film di maggiore successo.

#### Ancora una rivista militante
Il primo numero della seconda serie di Cinema uscì il 25 ottobre 1948, con 34 pagine ed un costo di lire 100. La testata era graficamente eguale a quella precedente, ma la registrazione era nuova e stavolta presso il Tribunale di Milano. 

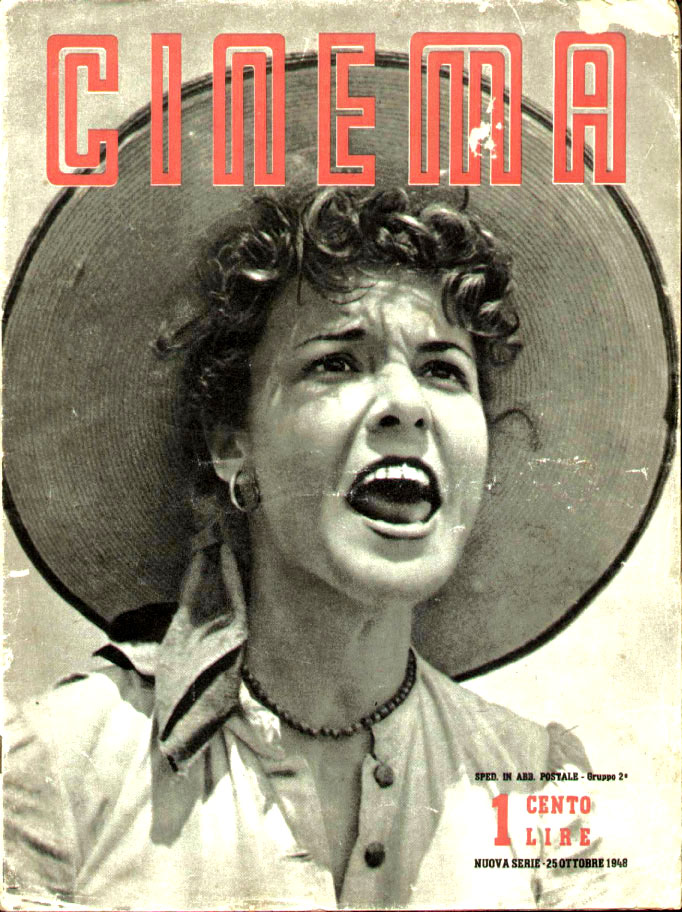
Copertina del primo numero della seconda serie di Cinema, uscito il 25 ottobre 1948

La direzione fu affidata ad Adriano Baracco, che già dirigeva le altre pubblicazioni della "Vitagliano", ma in questa prima fase del rilancio del periodico fu Guido Aristarco, con il compito di redattore, ad indicare la strategia editoriale; ruolo che esercitò, in particolare, firmando sino al 1952 la rubrica "Film di questi giorni", ove era adottata una particolare classifica della qualità attribuita alle pellicole esaminate basate su 4, 3, 2 oppure 1 stella. Dal 1º dicembre 1951 (n.75) Aristarco assunse l'incarico di redattore capo. Sulla nuova serie di Cinema tornarono a scrivere diversi dei collaboratori d'anteguerra, come Lizzani, Chiarini, Viazzi, Antonioni, Pasinetti, Mida, Meccoli e Montesanti, cui se ne aggiunsero di nuovi come Renzo Renzi, Giulio Cesare Castello, Fernaldo Di Giammatteo, Pio Baldelli, Roberto Paolella e Callisto Cosulich.
Sin dai primi numeri la rivista si qualificò per l'impegno in alcuni temi, ad iniziare dalla difesa del cinema italiano «che venne considerato sciocco prima della guerra, sbalorditivo dopo». Questa impostazione di contrasto all'invasione della produzione estera (di fatto quella hollywoodiana), era, pur partendo da premesse diverse, in sostanziale continuità con i vent'anni precedenti e venne insistentemente ribadita, essendo «illogico che l'Italia, unica tra le nazioni europee, si conceda il lusso di accettare ogni film straniero», con accuse esplicite ai governanti del tempo ed in particolare a Giulio Andreotti, accusato di nutrire «una forte antipatia per il cinema italiano e la deliberata meditazione di lasciarlo colare a picco».

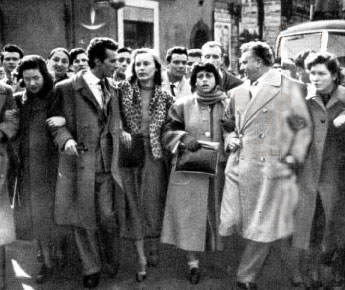
Manifestazione a favore del cinema italiano, Roma, 20 febbraio 1949. In prima fila, da sinistra. Maria Michi, Leonardo Cortese, Irasema Dilian, Anna Magnani, Gino Cervi, Carla Del Poggio. Cinema criticò la Magnani per aver richiesto un compenso di 80 milioni per un film

In questa difesa del cinema italiano non si esitò a criticare anche coloro che erano, in qualche modo, dei simboli della cinematografia nazionale, come Anna Magnani, accusata di avidità per aver richiesto, in base al successo di Roma città aperta, un compenso di ben 80 milioni di lire per un film: «Partecipare ai comizi in difesa del cinema e dire Aiutateci! è un bel gesto, ma diventa meno bello se si chiedono 80 milioni per 30 giorni di lavoro».

#### Dalla parte del neorealismo
Ciò che tuttavia caratterizzò principalmente la rivista durante la gestione Aristarco fu la strenua difesa del neorealismo, in quanto ritenuto capace di «confermare una funzione di avanguardia e consolidare l'ottima posizione che il cinema italiano ha raggiunto sui mercati internazionali». Questo impegno, più volte ribadito, assunse diversi aspetti: dalla difesa del "genere" contro le etichette cui quell'aggettivo era attribuito «generalmente a sproposito, con ossessionante insistenza, a film che girano il mondo con l'etichetta neorealismo per la smania di meritarla ad ogni costo», all'amara constatazione che quel tipo di pellicole erano in gran parte disertate dal pubblico, che al contrario stipava le sale in cui si proiettavano le storie "strappalacrime" di Matarazzo, e costituivano un pessimo affare per i loro produttori.
Cinema pubblicò più volte articoli di accorata difesa del neorealismo delle origini, criticando anche Miracolo a Milano in quanto «De Sica e Zavattini hanno sbagliato poiché si sono allontanati dalla realtà» ed accusando i registi italiani di scarso impegno politico: «A sei anni di distanza da Roma città aperta, tutte le volte che il cinema italiano ha dovuto riferirsi alla lotta politica nel nostro Paese come lo ha fatto? È un magro bilancio quello che appare ai nostri occhi, niente affatto consolante».

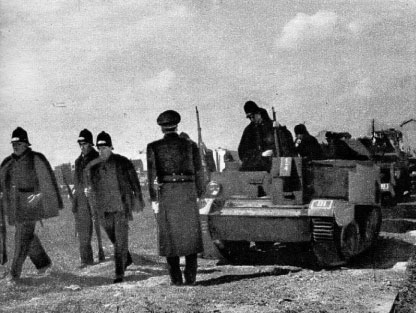
Scena di Miracolo a Milano, film che fu giudicato negativamente su Cinema

Oltre all'impegno critico, nei primi anni della seconda serie di Cinema fu costante l'attenzione alle vicende della F.I.C.C. ed alle sue traversie seguite alla scissione con cui alcuni suoi esponenti, contestando la matrice di sinistra dell'associazione, costituirono la U.I.C.C. di impostazione moderata, secondo uno schema di divisione che interessò in quel periodo tutta la società italiana. La rivista ospitò spesso lunghe e verbose polemiche intercorse tra le due associazioni che, nonostante diversi tentativi ed auspici, non riusciranno mai a ritrovare l'unità. Inoltre in più occasioni si protestò per l'esclusione del cinema sovietico e, in generale, dei Paesi dell'Est dalle manifestazioni internazionali, 

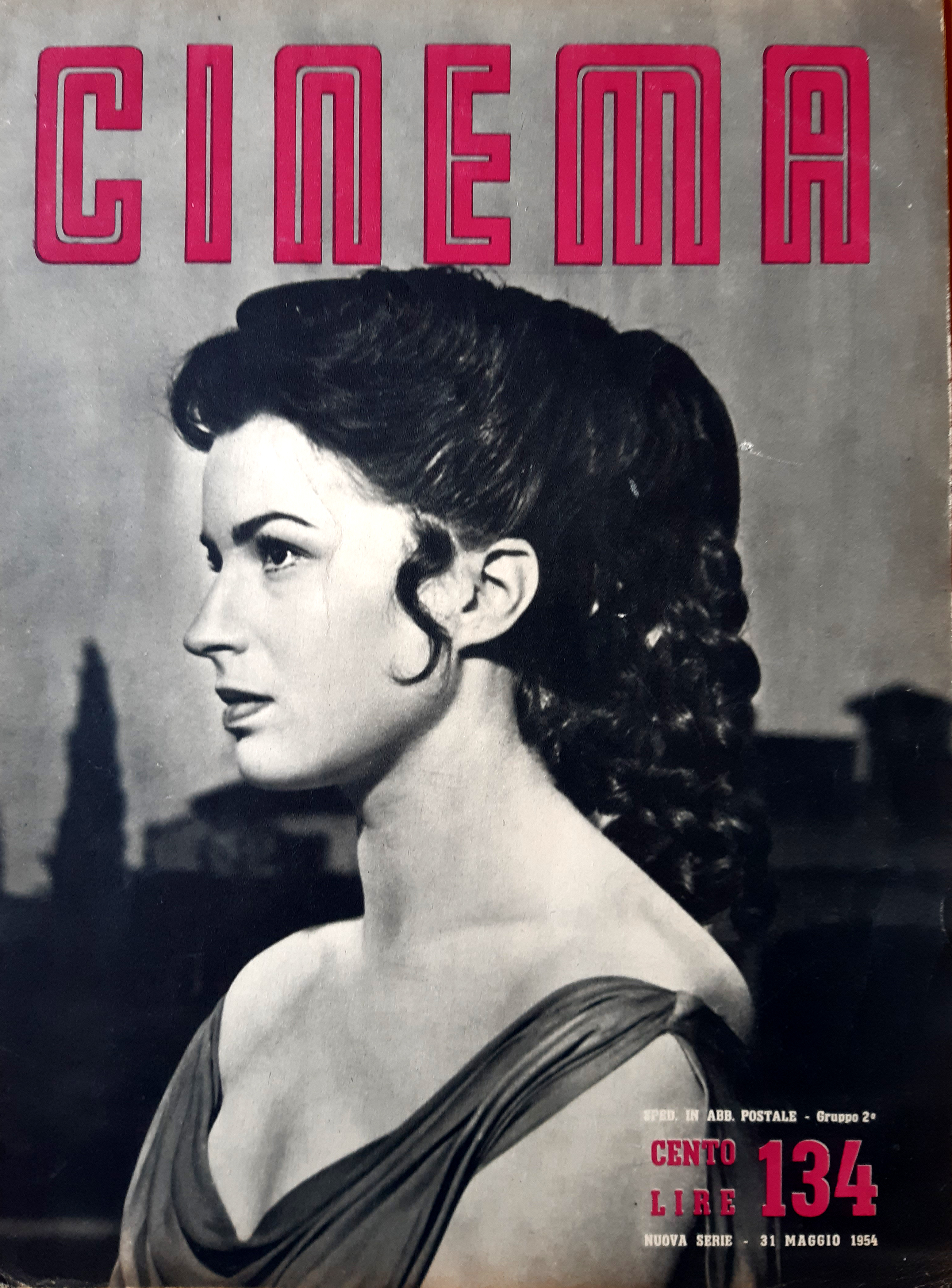
Con il numero 134, uscito il 31 maggio 1954 cessò la seconda serie di Cinema

### Direzione editoriale di Davide Turconi (15 ottobre 1952 - 25 maggio 1954)
Con il numero 95 del 1 ottobre 1952 il nome di Aristarco scomparve dalla rivista senza che venisse fornita di ciò alcuna spiegazione. Baracco restò direttore responsabile, ma anche lui se ne andò poco più di un anno dopo, ed a partire dal n.123 del 15 dicembre 1953 la rivista venne firmata quale direttore responsabile dalla stessa Ottavia Vitagliano che ne era anche l'editore. L'incarico di capo redattore venne attribuito allo studioso pavese di cinema Davide Turconi il quale in seguito spiegherà il licenziamento di Aristarco con un non meglio precisato «insanabile disaccordo» tra il critico e la stessa Vitagliano. L'allontanamento di Aristarco, che poco dopo darà vita a Cinema Nuovo per «continuare il discorso», comportò le dimissioni per solidarietà di numerosi collaboratori, mettendo in difficoltà Cinema, e seguì di poco al licenziamento di Luigi Chiarini da Direttore del C.S.C.: entrambi i fatti vennero considerati come il segno di una "restaurazione" realizzata in ambito cinematografico per isolare le voci più critiche e legate alla sinistra
In seguito, per tutto il 1953 e parte del 1954, Cinema si stabilizzò con l'attribuzione a Giulio Cesare Castello della rubrica di critica cinematografica. In questo periodo la rivista, pur mantenendo il proprio impegno a favore di un cinema realista, cessò la funzione più militante e battagliera che l'aveva caratterizzata nei primi 3 anni. Vennero ampliati i contributi provenienti da collaboratori esteri, frutto delle vaste relazioni di Turconi, e fu dedicata grande attenzione a mostre e festival cinematografici internazionali, da Cannes a Locarno, da Berlino a Karlovy Vary, oltre, che, naturalmente a Venezia. Gli editoriali furono in gran parte affidati a collaboratori esterni. Venne seguito e documentato l'esaurimento dell'esperienza neorealista, rimproverando «qualche regista illustre di voler presumere di poter conservare intatta la propria dignità abdicando di fronte al capitale americano ed alle sue esigenze» (allusione non troppo velata a De Sica per Stazione Termini). Da segnalare inoltre la pubblicazione sul numero 118 del 25 settembre 1953 della sceneggiatura fotografica di The Great Train Robbery basata su una copia d'epoca virata del film.

#### Contro censura e processi
Le uniche occasioni in cui Cinema ritrovò la sua forza polemica fu nel combattere la censura, sia in occasione del processo intentato contro Aristarco e Renzi per la pubblicazione di un soggetto ritenuto lesivo delle Forze Armate, sia per l'eccesso di film vietati o tagliati dai censori, sia per sostenere alcune pellicole, come La romana, Totò e Carolina, Senso, che nel 1954 dovettero subire diverse peripezie censorie, sia, infine, per denunciare una discriminazione politica, quasi un Maccartismo italiano, che sarebbe avvenuta tramite «una sorta di boicottaggio verso i cineasti di estrema sinistra, che una dichiarazione governativa ha fatto temere».
Quando uscì questa protesta, la seconda serie di Cinema era già destinata a cessare, secondo una decisione che l'editrice Vitagliano aveva preso da tempo ritenendo non più remunerativa la pubblicazione.

## Terza serie (1954 - 1956)

### Direzione editoriale di Giulio Cesare Castello (10 giugno 1954 - 25 dicembre 1954)
A salvare Cinema dalla chiusura fu un intervento di Egidio Ariosto, parlamentare del P.S.D.I., interessato ai temi dello spettacolo, per il quale avrà in seguito anche incarichi di governo. La redazione milanese si trasferì in Corso Buenos Aires, e ne venne riaperta una romana, che si installò in quella stessa piazza della Pilotta che aveva ospitato il primo Cinema. 

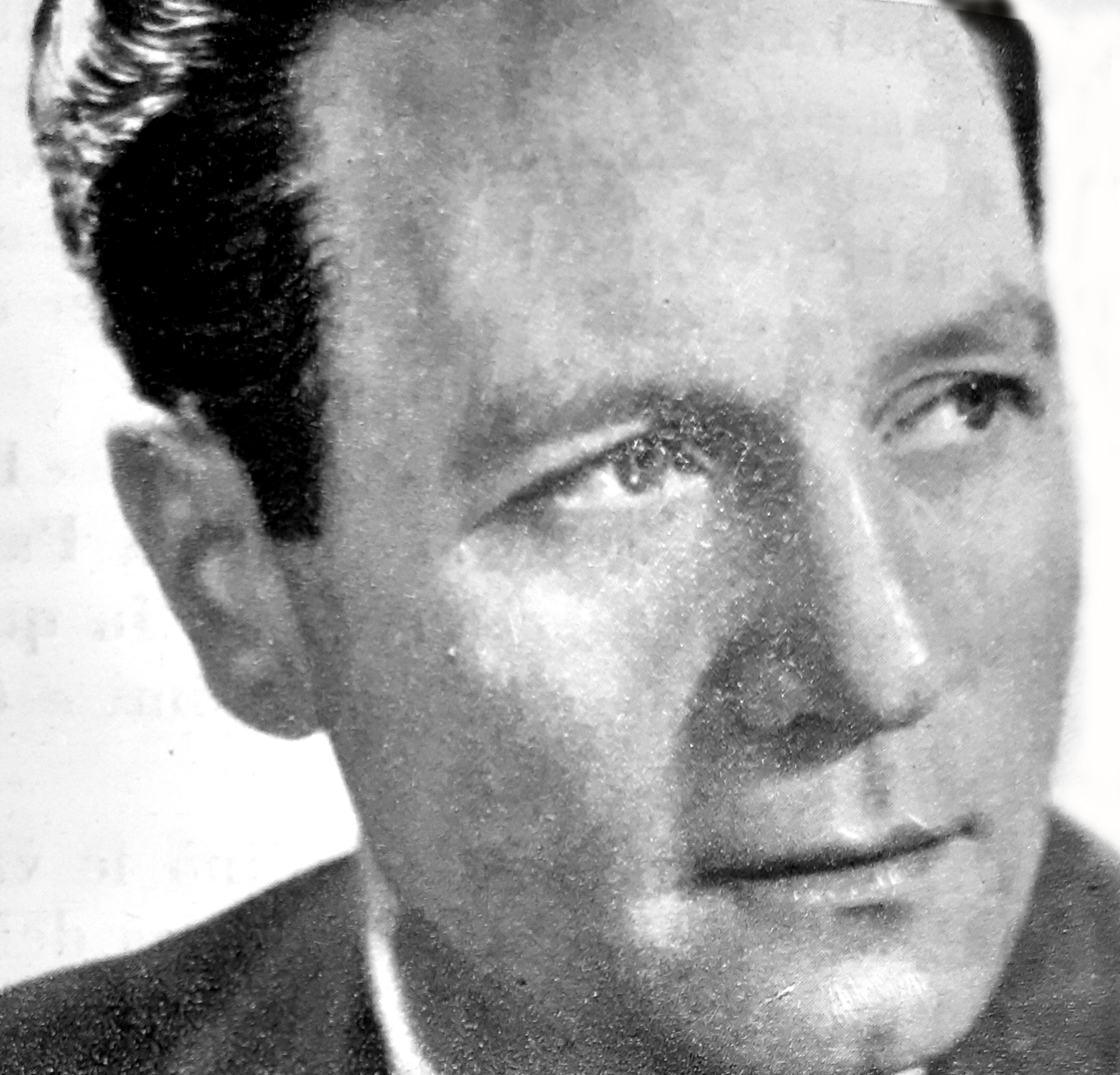
Egidio Ariosto tentò nel 1954 un rilancio di Cinema, avviandone una terza serie, ma l'iniziativa fallì dopo pochi mesi

Nonostante alcuni elementi di continuità (ad esempio nella numerazione, nella grafica e nella articolazione delle rubriche), si volle sancire una distinzione con il precedente periodo milanese in quanto, a partire dal numero 135 (10 giugno 1954), fu iniziata una terza serie di Cinema. Ariosto, essendo parlamentare non poteva firmare la rivista, anche se ne figurava quale direttore, ed il compito di direzione editoriale venne attribuito al critico Giulio Cesare Castello, già collaboratore del periodico, che mantenne la funzione di critica cinematografica. la rivista continuò ad essere stampata a Milano, dove Turconi restò quale capo redattore.
In questo periodo il quindicinale si caratterizzò sempre più quale pubblicazione di attualità, benché ancora attenta ad alcune tematiche quali la censura, più che di impegno militante, prestando attenzione a quei registi "popolari", quali Soldati, Emmer o Franciolini, che non vennero più considerati avversari di un cinema impegnato e di qualità. Una novità rispetto al passato fu rappresentata dall'uscita di numeri monografici dedicati quasi interamente a film di produzione italiana considerati importanti, descritti durante la loro lavorazione: il n.136 del 15 giugno 1954 fu dedicato a Senso ed il n.139 del 10 agosto 1954 si occupò de La strada con la pubblicazione di scritti di Fellini, della Masina e dello sceneggiatore Pinelli.
Ma ormai Cinema era destinata a non trovare più la continuità che l'aveva caratterizzata in precedenza. Il periodo Ariosto - Castello durò molto poco, e cessò, dopo solo 6 mesi di pubblicazioni, con il numero 146-147 del 25 dicembre 1954. La causa di questa brusca caduta furono non meglio precisate «difficoltà finanziarie» di Ariosto ed un dissidio tra Castello e l'amministratore, che obbligarono l'ultimo numero ad uscire a firma di Turconi.

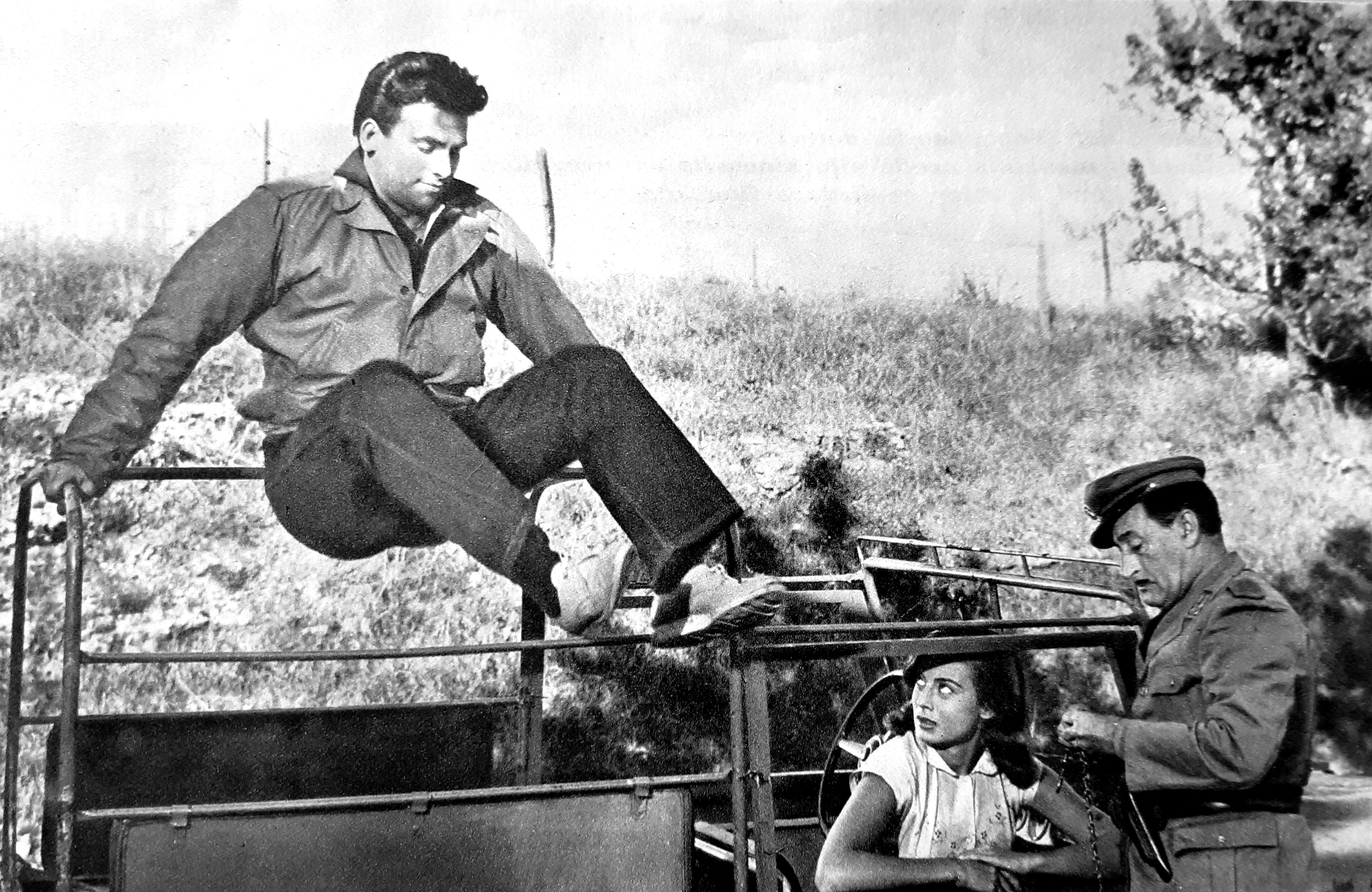
Fotogramma di Totò e Carolina per il quale l'ultima serie di Cinema, diretta da Pasquale Ojetti, si schierò a favore della censura

### Direzione di Pasquale Ojetti (10 agosto 1955 - 1 luglio 1956)
Parve tuttavia che ancora una volta il prestigio di cui la testata godeva potesse salvare Cinema dalla chiusura definitiva. Dopo 7 mesi di silenzio, infatti, essa riapparve in edicola come prosecuzione della terza serie. Le ambizioni che accompagnavano il nuovo progetto editoriale risultarono evidenti già dalla quantità dei corrispondenti esteri che, rispetto ai 2 - 3 delle precedenti serie, venivano vantati adesso come presenti in Argentina, Brasile, Giappone, Gran Bretagna, Portogallo, Stati Uniti, Svezia, Spagna, Bulgaria e Jugoslavia. Erano cambiati l'editore, la pubblicazione era adesso registrata presso il Tribunale di Roma e nuovi erano sia il direttore che la redazione. L'unico legame rispetto al passato era il mantenimento della numerazione, per cui il primo numero di questo periodo, che uscì il 10 agosto 1955 con una copertina a colori ed un'impostazione grafica rinnovata, fu il 148.

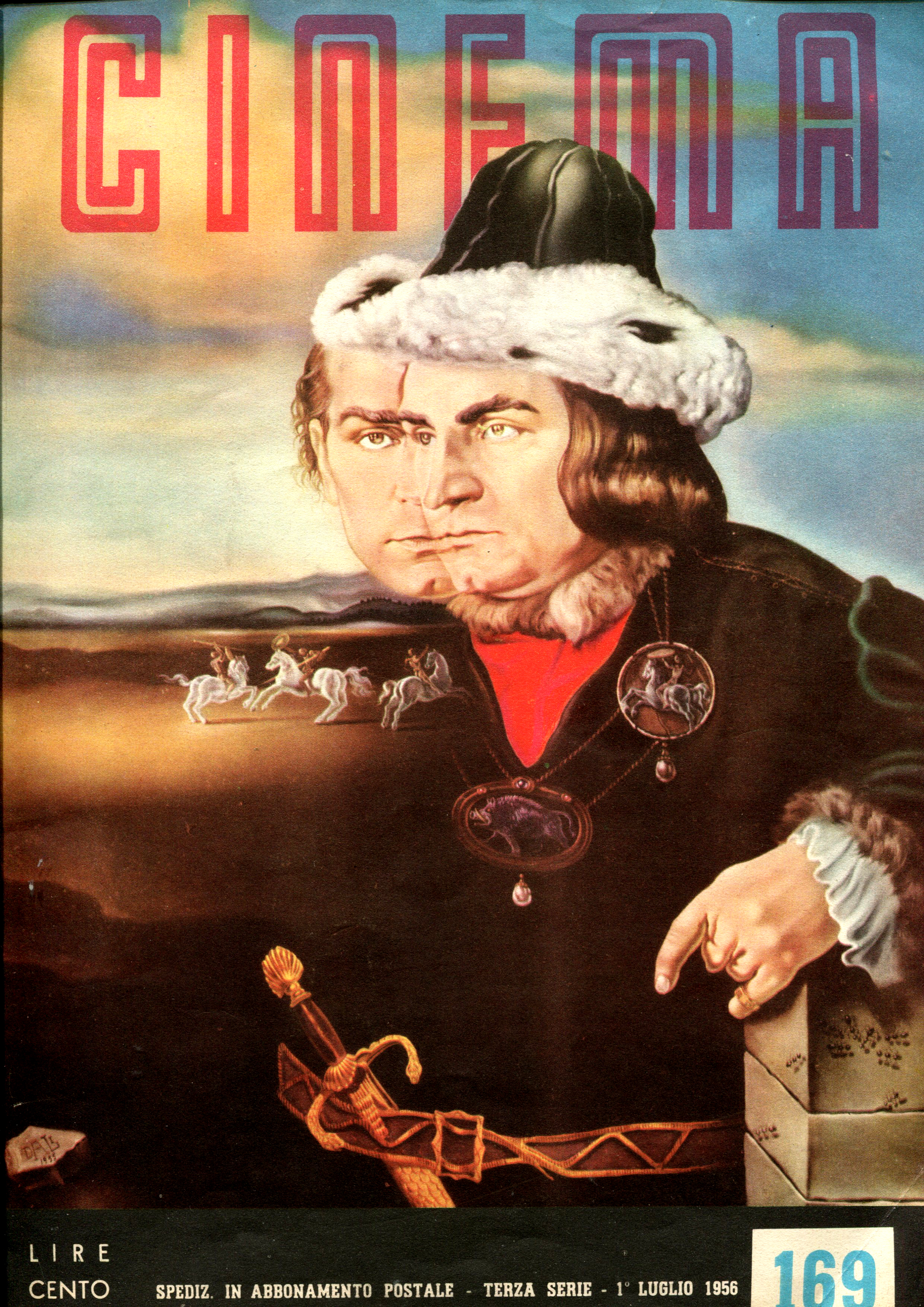
Copertina dell'ultimo numero uscito di Cinema, il 169 del 1 luglio 1956

Ma, al di là di questi dati formali, ciò che era cambiato sostanzialmente era la linea editoriale del periodico che prese sin dall'inizio le distanze dal neorealismo, definito «un conformismo dell'anticonformismo [per cui] un brutto giorno fu coniato un sostantivo e dal sostantivo alla "scuola" il passo fu breve ed ancor più breve la nascita di "maestri": nacquero le schiere degli impegnati del messaggio, vittime degli slogans, per cui il film si "lesse"' ma non si vide e lo si etichettò alla stregua della marmellata, creando una specie di ufficio d'igiene cinematografica». Questa impostazione più moderata si manifestò sia nell'apprezzamento che adesso veniva riservato al cinema americano, sia nella posizione assunta rispetto ad alcuni interventi della censura, come quello che interessò Totò e Carolina, che veniva rimproverata non in quanto tale, ma solo perché aveva dato indebita risonanza ad un film considerato «mediocre».
L'ultima avventura di Cinema fu caratterizzata da un'impostazione molto più tradizionale che, in qualche caso, non esitò a prendere una posizione molto critica verso la sinistra, accusata di voler barattare il proprio assenso ad una nuova legge a favore del cinema italiano con la mitigazione della censura e la revoca del blocco all'importazione di film dell'URSS e dei paesi dell'Est; si chiamarono in causa anche autori di prestigio, pubblicando un'intervista in cui Renoir affermava «Io non so cosa sia il neorealismo, né m'importa saperlo; le etichette non contano e sono dannose». Nella stessa direzione andò la difesa dei Circoli Universitari del Cinema, eredi dei Cine-guf, contro le ingerenze dei Circoli del cinema che si ritenevano egemonizzati dai partiti di sinistra.
Dopo neppure un anno e la pubblicazione di soli 22 numeri, sul n.169 uscito il 1 luglio 1956 comparve un articolo del direttore Ojetti con il quale informava i lettori di voler lasciare l'incarico, sostenendo di aver perseguito «il rifiuto di ogni polemica, che forse avrebbe dato maggiore diffusione alla rivista, ma l'avrebbe tramutato in un giornale di pettegolezzi», quasi una scusante per lo scarso successo della testata. Nel suo commiato Ojetti assicurava che qualcun altro gli sarebbe subentrato per dirigere le pubblicazioni di Cinema. In realtà questo non accadde e da allora la rivista non uscì più.

## Commenti e giudizi storici
Anche se per motivi diversi, la rivista Cinema ha rappresentato nei due periodi in cui è stata pubblicata un elemento ritenuto di grande rilievo dagli storici del cinema, che vi hanno pertanto dedicato numerosi studi, antologie e saggi. 

### Dal rotocalco all'antifascismo
In misura particolarmente approfondita è stata analizzata e commentata la prima serie, in funzione dei suoi rapporti con l'apogeo ed il declino del regime. In generale si è messo in risalto il ruolo che essa ebbe nel coagulare un gruppo di giovani impegnati a chiedere un rinnovamento del cinema italiano, collegandolo con il crescere di un sentimento contrario al fascismo. Questa tesi è stata avvalorata dalle rievocazioni di vari redattori protagonisti di quel periodo, da Giuseppe De Santis, secondo il quale Cinema rappresentò negli ultimi anni della sua prima serie «quanto di più nuovo potesse offrire l'Italia in campo cinematografico», a Domenico Meccoli che ha sostenuto come il desiderio di rinnovare il cinema italiano fosse collegato anche a quanto si faceva all'estero in quel cinema americano o francese spesso vietato dalla censura fascista, sino a Gianni Puccini che ha descritto la parabola della prima serie «da avidamente divulgativa a disperatamente battagliera». 

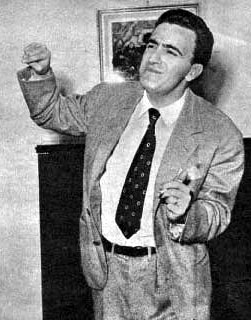
Giuseppe De Santis, fu tra i più attivi collaboratori dell'ultima fase della prima serie di Cinema

Anche Vittorio Mussolini ha riconosciuto, a distanza di molti anni, che Cinema rappresentò la rivista cinematografica di più alto livello italiano, e forse anche europeo, che «ha fatto onore alla cinematografia ed al giornalismo italiani [anche se] inizialmente quei bravi ragazzi si lamentavano che non si facessero film "fascisti", benché adesso la pensino diversamente». In ogni caso fu proprio la crescita nella redazione di una «avversione verso il prodotto -"tipo" del cinema ufficiale, sino a diventare «un esteso fenomeno di rigetto, il risultato più concreto e più valido ottenuto dall'insistente azione di riviste come Cinema o Bianco e nero». Da ciò nacque una «polemica violenta, a volte faziosa, rivolta contro il cinema di basso consumo o verso prodotti puramente spettacolari, contro le commedie dei "telefoni bianchi" o i film di propaganda bellica». Il clima di contestazione in cui si mosse la redazione di Cinema era lo stesso in cui maturarono interessi ed iniziative (di cui Ossessione fu un elemento) che diedero forma, da lì a poco, ad un nuovo corso della cinematografia italiana.

### I dueCinemadel dopoguerra
Al suo nuovo apparire, la testata assunse ancora un'impostazione battagliera, anche se in un contesto del tutto cambiato e dopo che le elezioni politiche del 18 aprile 1948 (il primo numero della seconda serie uscì 6 mesi dopo) avevano rappresentato una sconfitta per le posizioni di sinistra in cui si riconosceva il critico Guido Aristarco, principale animatore della ripresa postbellica della pubblicazione; a queste difficoltà si aggiunsero quelle di un rapporto non facile con la editrice "Vitagliano", che basava la propria attività su riviste di natura divistico - popolare piuttosto che di critica "impegnata"; tuttavia per qualche anno questo "compromesso" che produceva un quindicinale in cui si integravano contenuti ideologici con altri attenti ai gusti ed agli interessi più disimpegnati resse.
Quando questo sistema entrò in crisi, con il trasferimento del gruppo di Aristarco verso Cinema nuovo, la rivista diventò sempre di più, in accordo con la linea editoriale della "Vitagliano", un «contenitore da riempire», per quanto reso ancora abbastanza prestigioso rispetto al panorama medio delle pubblicazioni cinematografiche del periodo grazie all'apertura internazionale garantita dalla figura di Davide Turconi. I due successivi tentativi di rilancio - entrambi di scarsa durata - sposteranno Cinema sempre più verso contenuti tradizionali di tipo giornalistico, con inchieste, rievocazioni, dibattiti ed articoli di cronaca, ma sempre meno animata da pulsioni critiche. La rapida crisi che investì quest'ultima impostazione "conservatrice", diventata palese con la direzione di Pasquale Ojetti, dimostrò che non v'era spazio per una pubblicazione di argomento cinematografico che non era più una rivista decisamente militante, ma neppure un rotocalco di informazione popolare.